# Рогачов Євген Сергійович
Євге́н Сергі́йович Рогачов (30 серпня 1983, Запоріжжя, СРСР) — український футзаліст, екс-гравець національної збірної України з футзалу.

## Біографія

### Клубна кар'єра
У сім років прийшов записуватися до СДЮШОР запорізького «Металурга», але групи 1983 року народження не було, тому Рогачову вдалося туди записатися тільки через рік. Першим тренером став Едуард Юрійович Дорошенко, але потім групу до випускного класу вів Валентин Степанович Гришин. 
Після цього вступив в Запорізький національний університет, де на його базі був дубль «Запоріжкоксу». В університетській команді і почалася футзальна кар'єра Рогачова, де він грав разом з Ільдаром Макаєвим. Згодом «Запоріжкокс» розпався і Євген деякий час продовжував грати за університетську команду «Університет-Академія». Перед сезоном 2003/04 отримав запрошення від команди вищої ліги «Дніпроспецсталь». В першому ж сезоні виграв з новим клубом срібні медалі чемпіонату, а згодом став капітаном команди.
У перерві між першим і другим колом чемпіонату 2006/07 Євген у статусі капітана «Дніпроспецсталі» перейшов у львівський «ТВД». Йому вдалося відзначитися у трьох перших матчах за нову команду. У складі «будівельників» Рогачов показував результативну гру, що і зумовило постійні виклики у збірну. У складі «теведистів» Рогачов виграв Кубок України у сезоні 2007/08. Перед сезоном 2009/2010 у гравця був діючий ще на один рік контракт з «ТВД», але він почав отримувати пропозиції від інших клубів, в тому числі і від донецького «Шахтаря». Трохи згодом керівництво команди зробило заяву, що було розчароване провальним виступом клубу в чемпіонаті України (шосте місце) і вирішило піти на омолодження складу. Через це на трансфер було виставлено одразу вісім гравців, серед яких був і Рогачов, навіть, попри те, що він посів друге місце у списку найкращих бомбардирів чемпіонату. 
Серед усіх претендентів на Рогачова лише львівська «Енергія» змогла оплатити його трансфер і він підписав з командою дворічний контракт. У складі «зелено-білих» гравець продовжив демонструвати стабільну і результативну гру, що допомогло команді завоювати звання чемпіона, а також 4 рази поспіль виграти Кубок України. Сам Рогачов дебютував у Кубку УЄФА і регулярно викликався у збірну, а у сезоні 2013/14 став найкращим бомбардиром чемпіонату України.
Перед стартом сезону 2014/15 перейшов у склад чемпіона України - харківського Локомотива, з яким у першому ж матчі виграв Суперкубок України. 

### Кар'єра у збірній
У 2003 році виступав у складі молодіжної збірної України на турнірі «Санкт-Петербурзька осінь», де «жовто-блакитні» посіли другу сходинку.
Дебютував національній збірній України 10 лютого 2005 року у неофіційному матчі проти львівського «Тайму» і відзначився дублем. Трохи згодом Рогачов дебютував на першому великому турнірі - чемпіонаті Європи 2005 року, де він зіграв лише 14 хвилин у двох матчах. На невдалому для української збірної Євро-2007 Рогачов також зіграв у двох матчах і знову обійшовся без забитих голів. На трьох наступних чемпіонатах Європи (2010, 2012, 2014) він зіграв у всіх 9-ти матчах, які провела збірна, але голів не забивав.
Виступав як основний гравець збірної України на двох останніх чемпіонатах світу - у 2008 році (7 матчів, 2 голи) і 2012 році (5 матчів, 5 голів, 5 гольових передач). Входить до топ-5 кращих бомбардирів національної команди в історії (43 гола). 
Зі студентською збірною України завоював золоту медаль на чемпіонаті світу 2004 року, що відбувався у Пальма-де-Майорці (Іспанія), і срібну на чемпіонаті світу 2008 року (6 матчів, 5 голів), що відбувався у Копері (Словенія).

## Титули та досягнення

### Командні
- Чемпіон України (2): 2011/12, 2014/15
- Срібний призер чемпіонату України (4): 2003/04, 2010/11, 2013/14, 2015/16
- Бронзовий призер чемпіонату України (2): 2009/10, 2012/13
- Володар Кубка України (6): 2007/08, 2010/11, 2011/12, 2012/13, 2013/14, 2015/16
- Фіналіст Кубка України (2): 2003/04, 2006/07
- Володар Суперкубка України (2): 2014, 2015
- Володар Кубка ліги України: 2005
- Срібний призер чемпіонату Білорусі (3): 2017/18, 2018/19, 2019/20
- Переможець турніру Beskid Futsal Cup: 2011 р.
- Бронзовий призер турніру Lviv Open Cup: 2013 р.[13]
- Переможець чемпіонату світу серед студентів: 2004 р.
- Срібний призер чемпіонату світу серед студентів: 2008 р.
- Срібний призер міжнародного турніру «Санкт-Петербурзька осінь»: 2003 р.

### Індивідуальні
- Найкращий бомбардир Екстра-ліги: 2013/2014 (21 м'яч)
- Найкращий бомбардир Кубка України: 2006/07 (9 м'ячів)
- Член Клубу бомбардирів Олександра Яценка
- Найкращий гравець у складі «ТВД» на турнірі GreenBall Cup-08 (Кладно, Чехія)[14]
- Учасник шести чемпіонатів Європи — рекорд серед усіх гравців збірної України